# Willem Johannes Driessen
Willem Johannes Driessen (Spanbroek, 22 juni 1903 – Alkmaar, 25 oktober 1982) was een Nederlands politicus. Hij was geen lid van een politieke partij.
Driessen ging in 1929 werken bij de gemeente Castricum, waar hij onder andere directeur was van het Bureau voor Sociale Zaken en waarnemend gemeentesecretaris. In 1930 behaalde hij het diploma gemeente-administratie. In januari 1946 werd hij burgemeester van de gemeenten Schermerhorn en Zuid- en Noord-Schermer. Die benoemingen waren niet onomstreden vanwege een advies van de Zuiveringscommissie om hem enige tijd te schorsen vanwege zijn houding gedurende de Tweede Wereldoorlog. Een uit de bevolking gevormde vertrouwenscommissie, waarin ook loco-burgemeester Vaalburg zat, kwam tot de conclusie dat de uitgebrachte klachten ongegrond waren. In Zuid- en Noord-Schermer was Driessen bovendien gemeentesecretaris.  Per 1 juli 1968 kreeg hij eervol ontslag wegens het bereiken van de pensioengerechtigde leeftijd. Eerder dat jaar was hij benoemd tot ridder in de Orde van Oranje-Nassau. In Grootschermer werd de W.J. Driessenschool naar hem genoemd.
Driessen trouwde in 1942 met K. Bakker. Hij overleed in 1982 op 79-jarige leeftijd.